# Montserrat (nombre)
Montserrat es un nombre propio femenino de origen catalán. Su significado es "monte aserrado", por la forma de la montaña de Montserrat. Proviene de la Virgen de Montserrat, advocación mariana venerada en el Monasterio de Montserrat. Conocida popularmente como "La Moreneta", es la patrona de Cataluña, siendo su imagen un punto de peregrinaje para creyentes y de visita obligada para los turistas.

## Santoral
27 de abril: Nuestra Señora de Montserrat.

## Personajes célebres
- Montserrat Abelló, poetisa española.
- Montserrat Álvarez, periodista chilena.
- Montserrat Bustamante Laferte, cantante chilena, conocida como Mon Laferte.
- Montserrat Caballé, cantante soprano lírica de ópera.
- Montserrat Carulla, actriz española.
- Montserrat del Amo, escritora española.
- Montserrat Domínguez, periodista española.
- Montserrat Figueras, cantante española.
- Montserrat García Riberaygua, atleta de Andorra.
- Montserrat García Rius, escultora española..
- Montserrat Gudiol, pintora española.
- Montserrat Martí, soprano española.
- Montserrat Nebrera, política española.
- Montserrat Oliver, conductora mexicana.
- Montserrat Palma, política española.
- Montserrat Roig, escritora y periodista española.
- Montserrat Salvador, actriz española.
- Montserrat Tura, política española.
- Montserrat Vayreda, escritora española.
- Montserrat Ontiveros, actriz y presentadora mexicana.
- Montserrat Prats, actriz chilena
- Montserrat Torrent, presentadora chilena

## Lugares
- Macizo de Montserrat.
- Isla de Montserrat.
- Monserrat (Valencia).
- Monserrat (Buenos Aires).
- Monistrol de Montserrat.
- Olesa de Montserrat.